# Daniel Suidani
Daniel Suidani es un político de las Islas Salomón que ocupó el cargo de primer ministro de la provincia de Malaita desde junio de 2019 hasta su destitución en una moción de censura en febrero de 2023.

## Mandato
Durante el mandato de Suidani como primer ministro de la provincia de Malaita, el gobierno de las Islas Salomón cambió oficialmente el reconocimiento diplomático de la República de China (Taiwán) a la República Popular China. Suidani se mostró muy crítico con esta decisión, alegando que el gobierno chino le ofreció sobornos a cambio de lealtad política. Suidani ha sido acusado a su vez de aceptar sobornos del gobierno taiwanés.
En 2020, Suidani celebró un referéndum de independencia para la provincia de Malaita, que el gobierno central tachó de ilegítimo.
En octubre de 2021, se presentó una moción de censura contra Suidani, pero fue retirada tras las protestas que estallaron en su apoyo. Condenó la injerencia internacional en los disturbios de noviembre de 2021 en las Islas Salomón. El 7 de febrero de 2023, fue destituido tras una moción de censura de la asamblea legislativa provincial.
En 2022, Suidani fundó el partido Umi for Change.
En una carta fechada el 20 de marzo de 2023, el gobierno de las Islas Salomón declaró a Suidani «no apto para el cargo» debido a su postura contraria a China. El ministro nacional de Gobierno Provincial y Fortalecimiento Institucional, Rollen Seleso, descalificó a Suidani para ocupar su escaño en la Asamblea Provincial de Malaita y el presidente de la Asamblea Provincial de Malaita, Ronnie Butafa, recibió el consejo del gobierno de declarar oficialmente vacante el escaño de Suidani, el distrito 5 de Baegu-West Fataleka.Suidani y sus partidarios acusaron al Primer Ministro, Manasseh Sogavare, de subyacer su destitución y prometieron recurrirla.
En 2024, Suidani fue reelegido al escaño en la Asamblea Provincial de Malaita. 